# Santiago Tequixquiac
Santiago Tequixquiac, o simplemente llamada Tequixquiac (Tequixquiac en náhuatl y Nthehe en otomí) es la localidad mexicana más poblada del municipio de Tequixquiac, se ubica al noreste del Estado de México, es también la cabecera municipal o sede del ayuntamiento. Es una comunidad urbano-rural con mediano grado de desarrollo humano; y según el censo del 2020, tiene una población total de 25 697 habitantes, que se dedican principalmente a la agricultura, el comercio y la industria de la construcción.
Su antigüedad se remonta a los altépetl, pueblos fundados dentro de la Teotlalpan, en el año de 1168. A la llegada de los europeos, tuvo una segunda fundación, en el año 1552, quedando al mando, el cacique tlaxcalteca, Francisco López Tlaltzintlalli, bajo reconocimiento del gobierno de la Nueva España. Fue hasta el año de 1820, cuando Santiago Tequixquiac se convierte en cabecera o sede administrativa del municipio homónimo.

## Toponimia

Glifo topónimo del códice de tributos.

Santiago Tequixquiac o el pueblo de Tequixquiac, está identificado oficialmente con un glifo topónimo de origen prehispánico derivado del Códice Mendocino, en la matrícula de tributos, que denomina la ubicación del altépetl indígena de Tequixquiac al norte de México-Tenochtitlán, su significado es de origen náhuatl y se traduce como Lugar de aguas salitrosas o tequesquitosas. 
El patrónimo de Santiago se obtuvo con la llegada y establecimiento de los colonizadores, durante la fundación de la parroquia de Santiago Apóstol, por parte de los franciscanos, la localidad fue encomendada al santo patrón de Santiago el Mayor.

## Historia

### Periodo prehispánico

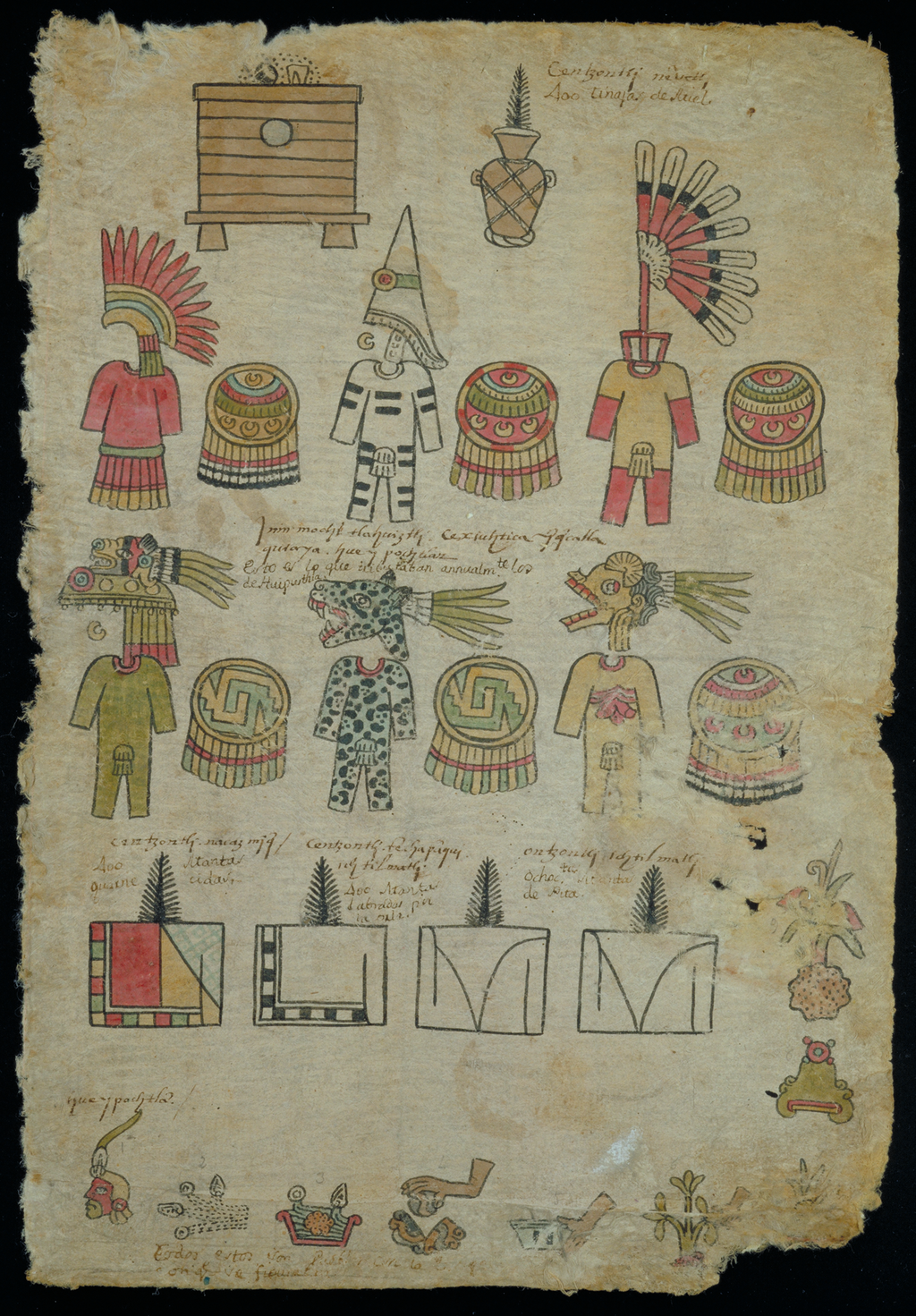
Códice Mendoza del Pago de Tributos de la Provincia de Hueypoxtla.

No se sabe con exactitud la existencia de un asentamiento antiguo que sea identificado como el poblado de Tequixquiac, pero es bien sabido que la región donde se ubica el emplazamiento del pueblo de Santiago Tequixquiac fue habitado desde tiempos prehistóricos por los hallazgos encontrados en sus alrededores. Durante el periodo pre-clásico, hubo actividad humana minera en la región para llevar materiales pétreos hacia la pujante ciudad de Teotihuacán, y posteriormente hacia la ciudad de Tula-Xicocotitlán. Fue en el periodo posclásico donde se menciona por primera vez la existencia de un asentamiento denominado como Tequixquiac, las evidencias ello son el sitio arqueológico denominado Los Mogotes, sobre el cerro Mesa Ahumada.
Antiguamente fue un altépetl, fundado por los mexicas, en 1168 con el nombre náhuatl de Tequixquiac, estaba habitado mayoritariamente por los otomíes o los nhähñu, grupo étnico de la región de la Teotlalpan que se dedicaban a la agricultura, la crianza de pavos o conejos, la confección de ropa y elaboración de armas para el ejército mexica. Fue un bastión militar y agrícola subyugado al imperio, que tributaba en la Provincia de Hueypoxtla que perteneció a los tepanecas.

### Periodo virreinal
En el año de 1552; el tlaxcalteca Francisco López Tlaltzintlalli, gracias a su lucha contra los otomíes en la toma de la Ciudad de Querétaro, y por aceptar el bautismo cristiano, le fue asignado por parte del gobierno español, la fundación del pueblo de Santiago Tequixquiac al cederle la encomienda; se le otorgó la cédula real y el mando de agrupamiento de indígenas otomíes, mexicanos y de ibéricos, muchos de ellos portugueses, andaluces, extremeños, asturianos y gallegos; de los cuales un número nutrido de ellos, según los primeros registros, eran marranos o cripto-judíos conversos al catolicismo, quienes prefirieron la región por la lejanía de la Ciudad de México y por la lejanía de la España peninsular.

Capilla de Indios, El Calvario, construida en 1726.

Según los anales de Cuautitlán, existía un templo prehispánico contraído por los mexicas en este altépetl, el cual sirvió de cimiento para erguir el nuevo templo cristiano, con la misma piedra de la pirámide se levantaron los contrafuertes de la parroquia en el año 1590. El pueblo de Santiago Tequixquiac se mantuvo con baja población porque los colonos españoles no querían que se fundara una ciudad en este lugar, siempre se mantuvo dispersa la población indígena y no se congregaron en villas; los españoles peninsulares construyeron fincas, haciendas y rancherías, donde negaron la introducción de esclavos negros porque sometieron a los otomíes a una esclavitud brutal, para la extracción de canteras de piedra, agricultura y ganadería, razón por la que tuvo que intervenir el clero para evitar problemas entre los españoles y los indígenas.
En el año de 1726, se construyó una capilla de indios en las laderas de una loma donde llegaban los indígenas otomíes de Taxdho, El Vije y Gumisha, esta se llamó la capilla de El Calvario, el cual era el lugar donde los colonos ibéricos decidieron que los indígenas recibieran culto cristiano, bautizos y servicios religiosos, para que la parroquia de Santiago Apóstol solo fuera para culto de criollos y mestizos, las bancas del lado izquierdo eran para varones y del lado derecho para mujeres; la misa se instauró en latín como desde los primeros años de la colonización, y se prohibió enseñar el catecismo en náhuatl y otomí.

### sigloXIX
En 1833 hubo una epidemia que estaba matando a los habitantes del pueblo, la mortandad se había esparcido por toda la región, se decía que en el pueblo de Apaxco había un cristo milagroso que curaba enfermedades, el cristo fue traído en peregrinación hasta la cabecera municipal y recibido por el padre Ávalos, el cristo fue llevado por todas las calles en oración y fue colocado en una capilla en la parroquia para que los creyentes acudieran a la devoción del cristo milagroso.
La primera escuela fue construida en 1856 en el barrio de San Miguel por Narciso Vargas. Posteriormente con la llegada de los ingleses provenientes de Pachuca para la construcción del Túnel de Tequixquiac, se construyó la escuela Vicente Guerrero en el Barrio de El Refugio, antiguamente llamado Acatlán, aún costado de los hornos de cal y la chimenea, siendo otro de los recintos educativos históricos de Santiago Tequixquiac.

### sigloXX
El pueblo de Tequixquiac fue uno de los principales distribuidores y productores de pulque en la región, las viejas haciendas dejaron de producir viñas y trigales para aumentar el cultivo de agaves y maíz, que durante muchos años en el siglo XIX fue la actividad económica principal, las hacienda de San Sebastián fue la mayor productora de pulque. Un ferrocarril fue construido hasta la Ciudad de México proveniente de Progreso de Obregón, pasando por el pueblo de Tequixquiac para llevar el pulque a la capital del país, el tren operó hasta 1917, posteriormente fue desmantelado dicha línea férrea en el año de 1945, por razones políticas, quedando solo la línea México-Querétaro.

Plaza Cuautémoc en Santiago Tequixquiac, 1955.

En el año de 1918, se presentó nuevamente en el pueblo una epidemia, esta era llamada gripa española, la cual redujo a casi la mitad de la población local y fue la causa de construir un panteón municipal, la epidemia trajo consigo el abandono del campo, la producción ganadera y el empobrecimiento de la gente, los enfermos eran enviados a morir al cerro La Ahumada a su suerte ante la falta de centros de salud; muchas personas, por la falta de empleos, se fueron a trabajar a los Estados Unidos como braceros o a ciudades del norte del país, otros emigraron a la Ciudad de México y la ciudad de Pachuca.
En el año de 1950, las autoridades municipales redujeron el atrio de la parroquia de Santiago Apóstol a la mitad, para construir la Plaza Cuauhtémoc, el atrio tenía la función de panteón, por lo que los habitantes tuvieron que sacar las lápidas y restos de sus familiares para trasladar las osamentas al nuevo panteón municipal; en dicha plaza o zócalo se construyó la primaria y la secundaria pública, un parque, una explanada para eventos deportivos, fuentes, un quisco para eventos musicales, los portales y la parada de autobuses hacia la Ciudad de México y hacia el estado de Hidalgo.

Plaza Cuauhtémoc en el año de 1966.

En año de 1960, el gobernador del estado visitó la región e impulsó la construcción de una carretera estatal que comunicara con la ciudad de Zumpango y el pueblo de Apaxco, con linderos en el estado de Hidalgo; se reactivaron los canales de riego y se permitió la extracción de aguas negras del Gran Canal de la Ciudad de México. Se impulsó el deporte, la educación básica y los festejos populares como ferias patronales para el entretenimiento de la gente del pueblo.
Fueron muchos años de pobreza y marginación, que a pesar de los esfuerzos del gobierno del estado y de las autoridades municipales, por impulsar el campo y el comercio, el pueblo de Santiago Tequixquiac tardó muchos años para erradicar las enfermedades, el analfabetismo, la pobreza extrema, activar la economía y la agricultura, en el año 1982, llegaron las primeras redes de telefonía y una ampliación de las redes eléctricas en todos los barrios y colonias.
En el año de 1990 se celebraron los 400 años de la fundación de la parroquia de Santiago Apóstol, fue un evento de renombre a nivel estatal en donde el gobernador asistió y destacó la antigüedad de la localidad como parte del proceso histórico de la entidad. El evento enalteció el folklore tequixquense como la Contradanza de las Varas, los grupos de concheros o bailes prehispánicos, un folklore mestizo muy diverso y la danza contemporánea que emana en esta localidad.

### sigloXXI
La lucha agraria por el suelo agrícola y comunal se desarrolló en el ejido de Santiago Tequixquiac ante la especulación inmobiliaria, los ejidatarios rechazaron todo tipo fraccionamiento inmobiliario demandando a sus propias autoridades municipales y a empresas coludidas con el gobierno estatal de Arturo Montiel Rojas como Wilk SA.

## Geografía

Mancha urbana de Santiago Tequixquiac.

Magueyales en loma de Taxdho.

El pueblo de Tequixquiac, es la cabecera municipal y la localidad más urbanizada del municipio. El pueblo está dividido en barrios y dos colonias ejidales.

### Hidrografía
El Gran Canal de Desagüe de Ciudad de México es un canal de aguas servidas que desaguan las aguas de la capital del país hacia los ríos naturales del norte, en la desembocadura (lumbrera La Cinco) el canal continua a cielo abierto. Otros ríos que cruzan por la localidad son el Río Salado de Hueypoxtla y el río Xothé o Gran Canal.

### Orografía
La cabecera municipal se encuentra sobre la loma de El Vije (Mbixe), la loma de Taxdho y la loma de Gumisha (B'omitsa) son elementos orográficos donde comienza el descenso de la altitud del valle de México hacia el valle del Mezquital, el pueblo de Santiago Tequixquiac también es conocido como Nthehe que en lengua otomí significa también Lugar de aguas de tequesquite.

### Clima
Santiago Tequixquiac es la primera localidad que se ubica al bajar hacia el valle del Mezquital, el clima del pueblo es cálido subhúmedo; se encuentra al sur, la localidad de San Miguel, la parte más alta y húmeda del municipio, dentro del límite natural con el valle de México. En los terrenos más bajos, hacia el valle del Mezquital, se encuentra la cabecera municipal con un clima más cálido y seco, propio del valle del Mezquital, pero con tierras más fértiles, lo cual se debe a los escurrimientos del Lago de Zumpango (en el valle de México), cuerpo de agua que se ubica a mayor altura, por encima de la localidad de Santiago Tequixquiac.
| Parámetros climáticos promedio de Tequixquiac | Parámetros climáticos promedio de Tequixquiac | Parámetros climáticos promedio de Tequixquiac | Parámetros climáticos promedio de Tequixquiac | Parámetros climáticos promedio de Tequixquiac | Parámetros climáticos promedio de Tequixquiac | Parámetros climáticos promedio de Tequixquiac | Parámetros climáticos promedio de Tequixquiac | Parámetros climáticos promedio de Tequixquiac | Parámetros climáticos promedio de Tequixquiac | Parámetros climáticos promedio de Tequixquiac | Parámetros climáticos promedio de Tequixquiac | Parámetros climáticos promedio de Tequixquiac | Parámetros climáticos promedio de Tequixquiac |
| Mes                                           | Ene.                                          | Feb.                                          | Mar.                                          | Abr.                                          | May.                                          | Jun.                                          | Jul.                                          | Ago.                                          | Sep.                                          | Oct.                                          | Nov.                                          | Dic.                                          | Anual                                         |
| --------------------------------------------- | --------------------------------------------- | --------------------------------------------- | --------------------------------------------- | --------------------------------------------- | --------------------------------------------- | --------------------------------------------- | --------------------------------------------- | --------------------------------------------- | --------------------------------------------- | --------------------------------------------- | --------------------------------------------- | --------------------------------------------- | --------------------------------------------- |
| Temp. máx. media (°C)                         | 21                                            | 23                                            | 25                                            | 26                                            | 26                                            | 24                                            | 23                                            | 23                                            | 23                                            | 22                                            | 21                                            | 18                                            | 23                                            |
| Temp. mín. media (°C)                         | 6                                             | 7                                             | 9                                             | 11                                            | 13                                            | 13                                            | 12                                            | 12                                            | 10                                            | 10                                            | 8                                             | 5                                             | 10                                            |
| Precipitación total (mm)                      | 7                                             | 6                                             | 2                                             | 21                                            | 36                                            | 96                                            | 87                                            | 95                                            | 108                                           | 76                                            | 10                                            | 6                                             | 550                                           |
| Fuente: 2005                                  |                                               |                                               |                                               |                                               |                                               |                                               |                                               |                                               |                                               |                                               |                                               |                                               |                                               |

## Gobierno y política

Barrio de El Refugio
Barrio de San José
Barrio de San Mateo
Barrio de San Miguel
Barrio del Centro
Colonia Adolfo López Mateos

Santiago Tequixquiac es la cabecera del municipio de Tequixquiac, en esta localidad se ubica el honorable Ayuntamiento y el palacio municipal, siendo la sede administrativa en donde se gobierna esta localidad y otras localidades que también forman parte del municipio homónimo.
Los barrios son subdivisiones históricas y administrativas que perduraron desde tiempos virreinales, fueron divisiones que administró la iglesia católica para el recaudo de impuestos y empadronamiento de los asentamientos a través de la fe de bautismo. Actualmente cada barrio tiene un consejo administrativo (presidente del concejo), también llamado COPACI concejo de participación ciudadana. La elección se da por planillas como órgano democrático para elegir presidentes concejales que se vincula al gobierno municipal.
Las colonias ejidales son otras subdivisiones administrativas de la localidad, La Colonia Ejidal Adolfo López Mateos es la más grande y fue la urbanización más reciente que se ha autorizado, sin embargo carece de planificación arquitectónica y de distribución de solares, se dio el asentamiento de manera irregular sobre las faldas del Cerro Mesa Ahumada.

### Barrios
El pueblo de Tequixquiac se divide en barrios y a su vez, en colonias o asentamientos humanos.
| Barrio     | Colonias                                                              |
| ---------- | --------------------------------------------------------------------- |
| Santiago   | Santiago Tequixquiac Centro                                           |
| San José   | San José, San Francisco Pueblo Nuevo, Taxdho                          |
| San Mateo  | San Mateo Hueycalco, Gumisha, El Vije, Deportiva, El Sol, El Cenicero |
| San Miguel | San Miguel (A partir del 2015, es una localidad del municipio.)       |
| El Refugio | El Refugio, El Tajo                                                   |

#### Barrio de El Refugio
El barrio de El Refugio, antiguamente se llamaba Acatlan, en lengua náhuatl; su origen etimológico significa; «lugar de cañaverales», su nombre de deriva de la advocación del barrio a la Virgen del Refugio, En el centro de barrio se ubica la Capilla a la Virgen de El Refugio, el parque central y áreas verdes con juegos infantiles. Aquí se ubica el Parque urbano Estado de México, un espacio verde para la recreación de los lugareños.

#### Barrio de San José
El barrio de San José, antiguamente se llamaba Taxdho, en lengua otomí; su origen etimológico significa; «palo seco», el nombre del barrio proviene por la advocación a San José. En el Barrio de San José se encuentra el parque urbano La Múcura. En este barrio hay un museo comunitario llamado "Temoatzin", allí hay una colección de piezas paleontológicas, arqueológicas y cultura comunitaria de los campesinos.

#### Barrio de San Mateo
El barrio de San Mateo, antiguamente se llamaba Hueycalco, en lengua náhuatl; su origen etimológico significa; «lugar de grandes casas», fue un sitio militar del antiguo imperio mexica para el control del pago de tributo, que estaba poblado en su mayoría por los otomíes, los cuales fueron congregados, en el siglo XVI dentro de esta población, conjuntamente con los ibéricos que también se fueron estableciendo en este lugar, bajando los lomeríos de Gumisha y El Vije.
Actualmente este barrio antiguo es de suma importancia para el pueblo de Santiago Tequixquiac, su ubicación ha hecho que los centros educativos de nivel Medio Superior estén ubicados en este barrio, así como el Lienzo Charro y el Parque de El Salado que cuenta con una Cancha de Fúlbol, de cancha de Baisbol, una pista de trote y dos canchas de basquetbol, así como áreas verdes. El barrio destaca taambién por su feria anual en honor a San Mateo Apóstol, uno de los eventos populares más importantes del municipio.

#### Barrio de Santiago Centro
El barrio de Santiago es el Centro histórico de la cabecera municipal, antiguamente se llamaba Tequixquiacoyome, en lengua náhuatl; su origen etimológico significa; Lugar de aguas tequexquitosas donde beben los coyotes, el nombre del barrio proviene por la advocación a Santiago Apóstol, patrono del barrio central y de todo el pueblo.

## Infraestructura

### Transporte
Al ser la localidad más poblada del municipio, gran parte de las empresas transportistas atraviesan todos los barrios y colonias, tienen sus bases de ruta, el paradero más importante es La Plaza Cuauhtémoc o Zócalo de Santiago Tequixquiac. Algunos taxis operan desde San Mateo y otros más en algunas calles de la Zona Centro desde donde parten a distintas colonias como colectivos. Aparte de que hay líneas de autobuses que se dirigen a:
- Metro Rosario por Puente de Vigas sobre la Autopista México-Querétaro
- Metro Toreo por la Maquinaria y Calle 5 sobre el Anillo Periférico
- Metro Politécnico por Gustavo Baz Prada
- Metro Carrera por Zumpango y Circuito Exterior Mexiquense
- Metro Indios Verdes por la Carretera Federal 85D teniendo como parada la 30-30 y la caseta de Ojo de Agua

### Distancias
| En el Estado          | Distancia | En el País            | Distancia |
| --------------------- | --------- | --------------------- | --------- |
| Zumpango de Ocampo    | 15 km     | Tula de Allende       | 22 km     |
| Cuautitlán            | 30 km     | Pachuca de Soto       | 63 km     |
| Ecatepec de Morelos   | 68 km     | Ciudad de México      | 84 km     |
| Naucalpan de Juárez   | 80 km     | Tulancingo            | 125 km    |
| Texcoco de Mora       | 100 km    | Puebla de Zaragoza    | 130 km    |
| Amecameca de Juárez   | 115 km    | Santiago de Querétaro | 140 km    |
| Toluca de Lerdo       | 130 km    | León                  | 380 km    |
| Atlacomulco de Fabela | 138 km    | Guadalajara           | 566 km    |
| Ixtapan de la Sal     | 169 km    | Monterrey             | 889 km    |
| Valle de Bravo        | 172 km    | Cancún                | 910 km    |
| Tejupilco de Hidalgo  | 185 km    | Tijuana               | 1140 km   |

## Economía

### Agricultura

Ejido de Santiago Tequixquiac.

El pueblo de Santiago Tequixquiac es una de las localidades del norte del estado de México que conserva un número considerables de hectáreas para la labranza de la tierra, su principal producción es el forraje para ganado como alfalfa y la producción de maíz para el consumo humano. El Ejido de Santiago Tequixquiac es la principal área agrícola de la población.

### Turismo

Centro Histórico de Tequixquiac.

Santiago Tequixquiac es una localidad que recientemente se ha integrado a la dinámica económica del turismo, se busca promover sus recursos patrimoniales de gran antigüedad, así como sus paisajes naturales donde se han realizado eventos deportivos de talla internacional. El turismo ha obligado a la población, incursionar en la construcción de hoteles económicos, restaurantes y bares para la estancia de visitantes nacionales y extranjeros. 

Calle Juárez en el Centro Histórico de Tequixquiac.

El pueblo de Tequixquiac tiene numerosos eventos culturales a lo largo del año, como la Feria del Señor de la Capilla, la Semana Santa, la feria de Santiago Apóstol, la Feria de San Mateo, las Fiestas Patrias, el Festival del Folklore, la Callejoneada de Rondallas y Estudiantinas, el Festival de Santa Cecilia, el Día de Muertos, la Feria de la Virgen de Guadalupe y las Posadas Navideñas, los turistas disfrutan de la pirotecnia, los desfiles, la rica gastronomía tequixquense, la música, el folclore y los mercadillos de artesanías. Así también, en esta población se celebran eventos deportivos de talla internacional como La Vuelta Sacra.
El Centro Histórico de Tequixquiac es el principal atractivo turístico, en este lugar se encuentra la Parroquia de Santiago Apóstol, el templo metodista, la capilla del Calvario, la plaza Cuauhtémoc y los portales, el Palacio Municipal, la Casa de los Padres y la Boca de Desagüe del Gran Canal. Otros sitios de interés es La Chimenea, los Hornos de Cal, El Palo Grande y el Museo Comunitario Temoatzin.

## Demografía

### Dinámica poblacional

Vivienda del pueblo de Tequixquiac.

La mayor parte de la población se concentra en la cabecera municipal. El pueblo de Tequixquiac, registró en el año 2020, una población de 25,697 habitantes, de los cuales, según el censo de población; hay 13,193 mujeres y 12,504 hombres; la mayoría de la población oscila entre los 25 y 35 años de edad, lo que muestra que es una localidad de población eminentemente joven. La localidad cuenta 12,694 viviendas, de las cuales 11,989 están habitadas.
La etnografía de Santiago Tequixquiac se compone de una mayoría mestiza entre europeos y pueblos originarios, le sigue la población euro-descendiente que consta del 10 % de la población, principalmente ibéricos (descendientes de españoles y portugueses), le sigue los pueblos indígenas que consta del 4 % de la población, del grupo náhuatl y otomí; y la población afrodescendiente es el grupo étnico más minoritario de esta localidad.
El máximo de población de los últimos años se da en el año 2000, cuando se registran 13 836 habitantes, gracias a la migración urbana de la Ciudad de México y su Zona Metropolitana. Actualmente, sigue incrementando la población por la cercanía con tres zonas metropolitanas (Zona Metropolitana del Valle de México, Zona Metropolitana de Tepeji y Zona Metropolitana de Pachuca).
| Gráfica de evolución demográfica histórica de Santiago Tequixquiac entre 1970 y 2020 |
|                                                                                      |
| Fuente INEGI.                                                                        |

### Religión

Capilla de San José, en el Barrio de San José.

En el pueblo de Tequixquiac se practica principalmente el cristianismo, la iglesia católica es está conformada por el 80 % de los habitantes, existe un gran arraigo a las creencias católicas debido a su historia, desde la evangelización de los primeros franciscanos en 1543 al día de hoy, la segunda convicción ideológica es el ateísmo o las personas sin prácticas religiosas conformado por el 15 %, las iglesias evangélicas, metodistas, adventistas e iglesias cristianas neo-pentecostales son el tercer grupo religioso. También crece el número de creyentes de cultos no católicos como los Testigos de Jehová, los mormones y el ateísmo. El culto al judaísmo llegó con los judeoconversos o marranos que se establecieron la región durante el periodo virreinal, diversas costumbres judaicas se fueron mezclando con el catolicismo dentro del seno familiar, debido a la vigilancia del Santo Oficio. Aunque ya no se estima estadísticamente la presencia judía en este pueblo, muchos de los habitantes reconocen ser descendientes de aquellos sefardíes de España y Portugal, lo muestran a través de sus costumbres familiares, en el arte y la cultura que emana de sus antepasados.

### Idioma

Apellido portugués (Rodrigues) hallado en las lápidas del viejo cementerio de Tequixquiac.

El idioma más hablado en el pueblo Tequixquiac es el español o castellano, comprendido por el 99 % de la población total, la variante del castellano de este lugar muestra una fuerte presencia arcaísmos que trajeron los colonos españoles y portugueses en el periodo virreinal con algunas palabras otomíes y nahuas, en las personas de mayor edad es más evidente. Los idiomas antiguos del pueblo son el náhuatl y el otomí (perteneciente a la variante del valle del Mezquital) lenguas originarias que han tenido una importancia histórica en este lugar, Santiago Tequixquiac sufre un proceso progresivo de castellanización desde 1938, razón por la cual la lengua castellana ha sustituido casi en su totalidad a la lengua náhuatl y a la lengua otomí.

### Salud
Debido a su centralidad estratégica en la región, Santiago Tequixquiac cubre con una gran cantidad de locales dedicados a la salud, farmacias, clínicas privadas y centros de salud públicos, a raíz de los partos económicos y las especialidades médicas, muchas personas de la Ciudad de México y Zona Metropolitana y del estado de Hidalgo vienen a dar a luz a sus hijos o atienden sus enfermedades en los sanatorios de esta localidad, por los precios baratos respecto a otros lugares cercanos.

## Educación
El pueblo de Tequixquiac cuenta con una oferta educativa pública y privada.
| Barrio                      | Institución |
| --------------------------- | --- |
| Centro                      | Jardín de Niños Isidro Fabela Escuela Primaria Nicolás Bravo Escuela Secundaria Técnica Industrial Heriberto Enríquez                             |
| San José                    | Escuela Primaria Adolfo López Mateos Escuela Secundaria Juana de Asbaje                                                                           |
| San Mateo                   | Escuela Primaria Beatriz Viuda de Guerrero Escuela Secuendaria Ignacio Manuel Altamirano Centro de Bachillerato Tecnológico Alfonso León de Garay |
| San Miguel                  | Escuela Primaria Perfecto Monrroy Gutiérrez |
| El Refugio                  | Jardín de Niños Miguel Cabrera Escuela Primaria Vicente Guerrero                                                                                  |
| Colonia Adolfo López Mateos | Jardín de Niños Antonio Caso Escuela Primaria Antonio Caso                                                                                        |

Santiago Tequixquiac solo cuenta con una universidad privada.
| Barrio | Institución                           |
| ------ | ------------------------------------- |
| Centro | Universidad Tecnológica Internacional |

## Cultura y patrimonio

### Lugares de interés
- Parroquia de Santiago Apóstol

La iglesia de Santiago Tequixquiac pasó a ser parroquia en 1590 ya que antes era vicaría fundada por los frailes franciscanos. La construcción del templo fue realizada en diferentes etapas, el atrio parroquial era un gran espacio con una cruz atrial en el centro labrada de piedra, con símbolos indígenas y cristianos, en las cuatro esquinas sus capillas pozas y en el centro una capilla abierta con bellas columnas salomónicas y en la fachada dos jambas extraordinariamente labradas en piedra con manos indígenas (mexicanos y otomíes) quienes dejaron plasmada parte de su filosofía en ésta. El templo estaba dedicado a Santiago Apóstol, debido a que algunas familias gallegas, leonesas y extremeñas se establecieron definitivamente en la región. La torre del templo de Santiago Apóstol es la construcción de mayor altura en el municipio, con una altura de 40 metros aproximadamente.
La fiesta del Santo Patrono se celebra cada 25 de julio en honor a Santiago el Mayor, aunque también se celebra cada 26 de enero la fiesta del Señor de la Capilla.
- Palacio Municipal de Tequixquiac

El Palacio Municipal de Tequixquiac, es una edificio civil donde se encuentra la sede del gobierno municipal, fue construido a partir de 1942 por un fideicomiso del gobierno del estado. La importancia del edificio no solo destaca por su arquitectura neocolonial también porque a partir de año 2013 resguarda murales que describen la historia de este municipio, así también se encuentra en exhibición una memoria fotográfica de los alcaldes.
- Hornos de cal y Chimenea

Para la obra del túnel, el Ministerio de Fomento de la República, instaló dos fábricas de ladrillos y una de cal en 1866, la primera producía 60 mil ladrillos por semana y la segunda 30 carreteadas, material que la obra del desagüe consumía en su totalidad.
El horno de cal, aunque no funciona actualmente, continúa en perfectas condiciones destacando su gran chimenea de ladrillo que se ha convertido en un hito perfectamente identificado por los habitantes.
- Capilla del Calvario

La capilla del Calvario fue construida a partir del año 1796 para la evangelización de los indígenas de la zona, esta capilla de indios fue construida para reagrupar a los nativos e iniciar la catequesis de sus hijos, así como la incorporación de ellos a las actividades religiosas del pueblo de Santiago. Tiene una fachada sencilla con un gran arco de medio punto labrado en cantera y dos torres en cada extremo, tiene también elementos ornamentales de la orden de los franciscanos con dos jambas de cantera que soportan el arco.
Está construido en una sola bóveda de cañón con pequeños contrafuertes hasta rematar en el altar, está construida una sacristía y una pieza o dormitorio para el catequista. Al frente, se encuentra un jardín dividido por el acceso principal.
- Templo Metodista

El templo metodista fue construido a partir del año 1904 como unos de los espacios de culto no católico de la arquitectura moderna, a diferencia de otros templos metodistas, este fue construido de una manera sencilla, que semejara a los templos ingleses y adoptara una arquitectura distinta a los templos católicos de Tequixquiac. Tiene una fachada sencilla con un gran portón y un campanario en la parte superior. Está construido en una sola nave y grandes ventanales; al frente se encuentra el altar y el podido de lectura y sermón. Fue construido de forma modesta en los campamentos ingleses de Acatlán (Barrio de Refugio) bajo el mando de un pastor inglés que atendía los servicios religiosos de los inmigrantes córnicos que trabajaron en la perforación del túnel que desembocaría las aguas de la Ciudad de México, posteriormente los creyentes adquirieron un terreno en la esquina de la calle Zaragoza para levantar el nuevo templo, bajo donaciones de la comunidad tequixquense convertida al metodismo por creyentes ingleses venidos de Real del Monte y la Ciudad de México.

### Danza

Contradanza de las Varas, una danza fundada por los españoles en 1652.

La Contradanza de las Varas es una danza tradicional criolla, es bailada solo por varones en distintas celebraciones religiosas. No es una danza indígena como muchos suelen pensar, su rigen se remonta al norte de España, propiamente se baila en el noroeste de la península ibérica, su influencia es de las contradanzas de Asturias y Galicia, regiones de donde provinieron muchos españoles que emigraron a Santiago Tequixquiac; se bailaba el 25 de julio en honor al apóstol Santiago. En 1652, la danza adquirió su propia métrica y diseño de atuendos, es una danza ritual para agradar a Dios como una manda ante los favores recibidos, la danza empezó a tener mayor presencia en la festividad del Señor de la Capilla, el santo patrón del pueblo de Santiago Tequixquiac, en años posteriores se ingresó a los indígenas como danzantes, lo cual logró un arraigo mayor entre la población. 
El nombre de contradanza se debe a los pasos de forma binaria, en ella se utilizan dos varas de rosa de Castilla (rosa gallica) que son envueltas de listones de colores, así como la corona o penacho de plumas que usan los danzantes.
Otra danza bailada por los danzantes es La Trenza, se baila el primer lunes de fiesta, después de la bajada de la imagen del Señor de la Capilla, se usa un palo central en donde se trenzan las cintas de colores al compás de la música de banda y una coordinación de pasos para la formación del tejido.

### Gastronomía

El pambazo de pita, platillo típico de Santiago Tequixquiac.

El pueblo de Santiago Tequixquiac cuenta una rica gastronomía, el platillo típico es el Pambazo de pita, un alimento que ha sobrevivido de generación en generación, es herencia directa de los criptojudíos sefardíes que se establecieron en el periodo virreinal, su nombre proviene del judeoespañol; pan-basho (pan bajo), consta de un pan hecho con acemite o trigo granulado llamado pita, que era un pan de baja calidad, el relleno más común es de chorizo con papa, pero también hay pambazos rellenos de barbacoa de cordero, de pollo o guajolote desmenuzado con epazote; además lleva verdura, crema y salsa de chile chipotle; se fríe en manteca y se sirve calentito. También se elabora aquí el pambazo chilango, que es un pan de telera frito en salsa roja con los mismos ingredientes, la panadería La Guadalupana fue el lugar donde se conservó la receta original del pambazo de Tequixquiac o pambazo de pita, actualmente diversos panaderos rescataron la receta de este platillo para degustarlo en festejos y eventos especiales.
Al ser una localidad limítrofe entre el valle de México y el valle del Mezquital, existe otros platillos de ambas regiones del centro del país como los tamales de fríjol, los tamales dulces, los tamales de diversos sabores, los gualumbos, el ximbó, las barbacoas de carnero, cerdo y pollo, las carnitas de cerdo, los tlacoyos, los nopales asados, los nopales navegantes, las habas con nopales, los quelites asados, el conejo asado, insectos como los escamoles, los xahues, los xahuis, los chinicuiles, los chapulines, el guajolote asado con mole y el pulque, que la bebida ancestral de este lugar.

### Trajes típicos

Traje típico de la mujer otomí de Tequixquiac.

Traje típico mestizo de Tequixquiac.

Traje típico de la Contradanza de las Varas.

Antes de que la moda y la ropa moderna llegara al pueblo de Santiago Tequixquiac durante el siglo XX, los lugareños bordaban, confeccionaban sus trajes y modos de vestir cotidiano. Había dos tipos de trajes típicos, el que portaban los indígenas y el que portaban los criollos y mestizos. Actualmente los trajes han dejado de tener uso cotidiano, pero algunos folkloristas y académicos han rescatado los trajes típicos de Tequixquiac con motivos educativos y culturales para la niñez del futuro.
La indumentaria del hombre otomí de Tequixquiac era un calzón de manta, una camisa de lana bordada con un ceñidor de fajo bordado en lana, huaraches de fibra de ixtle y un sombrero para protegerse del sol; a veces el hombre otomí andaba descalzo, sus oficios eran el de tlachiquero, jornalero y vaquero. La indumentaria de la mujer otomí de Tequixquiac era una blusa de popelina bordada con flores o motivos zoomorfos, un ceñidor de fajo bordado, una falda de color rojo, azul marino o negro bordada con algodón, un rebozo en la cabeza que cubre sus trenzas y huaraches de ixtle de maguey.
La indumentaria del hombre mestizo y criollo de Tequixquiac era pantalón negro o pantalón charro, botines o botas de cuero, sarape de colores tipo tlaxcalteca, cinturón piteado, camisa de charro con tarugos, moño de charro o paliacate, fuete de cuero, morral de jornalero y sombrero español, sus oficios eran de ganaderos, campesinos, capataces o hacendados. La indumentaria de la mujer mestiza y criolla era, botines de cuero o zapatillas, calzoneras, falda larga con olanes o encajes bordado o pintado, blusa plegada con encaje de bolillos en el cuello y en las mangas, el rebozo, las arracadas y las trenzas, a veces usan abanico y peineta española.
El traje típico del danzante de la Contradanza de las varas provino del norte de España, es un pantalón blanco y camisa blanca de manta, dos bandas de oropel o terciopelo bordadas con motivos religiosos, una corona de oropel o terciopelo con tres flores de papel china con un penacho de plumas y listones de colores, zapato de cuero y cinturón, este traje solo lo usaban los varones en festejos religiosos, a la mujer se le tenía prohibido danzar, pero ella era la responsable de diseñar los trajes de los danzantes en honor al señor Santiago y al Señor de la Capilla.

### Mitos y leyendas
- El Señor de la Capilla

El Señor de la Capilla.

La procesión del Señor de la Capilla por las calles de Santiago Tequixquiac.

Se dice que el pueblo de Tequixquiac estaba pasando por una fuerte sequía y una peste, lo que trajo consigo enfermedades mortales y muchos muertes, los lugareños estaban preocupados por la falta de alimento, el fraile franciscano pidió que sacaran al santo patrono Santiago Apóstol por las calles para que se fueran los males, pero era imposible. En la parroquia de Apaxco, un pueblo perteneciente al curato de Tequixquiac había un cristo que se atribuían milagros, el cual fue pedido prestado por la gente de Tequixquiac para bendecir las calles del pueblo, una carreta de mulas llevó al cristo que estaba en una capilla de la parroquia de Apaxco hasta la parroquia de Tequixquiac.
Sacaron al cristo por todas las calles del pueblo y en menos de una semana, los males se fueron, comenzó a llover muy fuerte por muchos días y se mejoró la siembra, era el momento de regresar al cristo a su parroquia, regresaron al cristo a su parroquia y la gente volvió a enfermarse y secarse la tierra, pero los de Apaxco ya no quisieron regresar al cristo de nuevo a Tequixquiac, cerraron la capilla hasta que cuando abrieron la capilla solo estaba la cruz, en la mañana apareció el cristo sin cruz en la parroquia de Tequixquiac, luego sacaron nuevamente por las calles al cristo y sanó la gente y las cosechas mejoraron otra vez, pero en el camino de regreso a Apaxco, las mulas que intentaban llevaban el cristo de regreso se atascaban y la carga se volvía pesada cada vez que avanzaban y se aligeraba si se regresaban a pueblo de Tequixquiac. 
Como no era posible regresar al cristo, la gente de Apaxco se enojó y pidieron que se les regresara su cristo, pero ellos mismos comprobaron que el cristo se volvía pesado, hasta que decidieron dejar al Cristo del Señor de la Capilla en Tequixquiac, ya que se dieron cuenta de que el cristo de origen desconocido y bastante venerado quería quedarse en Tequixquiac para siempre; y desde esa fecha, año con año los habitantes de Tequixquiac le dan veneración y culto con mucho respeto porque la imagen decidió hacer su santuario en el pueblo de Tequixquiac, desde entonces se hacen cabalgatas y procesiones para recordar esa fecha de la llegada del Señor de la Capilla, el cristo que cura las epidemias.
- El Puente del Gallo

Se dice, que todas las noches, se oía a la media noche un gallo que cantaba de forma aterradora en un puente sobre el río que divide a los barrios de El Refugio y San José, todo se mantenía en silencio, hasta los perros dejaban de aullar, luego se escuchaba el alarido de una mujer quejándose de forma aterradora por sus hijos ahogados en el río, la gente se atemorizaba cruzar en la noche por dicho puente por decía de después del canto del gallo salía la Llorona caminando por la orilla del río y se llevaba almas ahogándolas en el río, ya que el canto del gallo era un augurio de que la Llorona estaba cerca y la gente podría caerse y morir ahogada. 
Un día el cura de la parroquia fue con una comitiva de personas hasta el puente de El Gallo para bendecir el lugar y celebrar una misa allí, cuando el cura bendijo con agua, salió una puerca con nueve marranitos, que según el número de marranitos eran los años que el gallo tenía cantando a la media noche, después de la misa ya no se volvió a escuchar el canto del gallo y los alaridos de una mujer quejándose por sus hijos ahogados en ese río.

## Deporte

Escuela de natación en el Centro Histórico.

En Tequixquiac se practica la charrería.

Los forcados, deporte de origen portugués practicado en Tequixquiac.

El pueblo de Tequixquiac cuenta con una oferta deportiva en distintos deportes, como fútbol soccer, béisbol, básquetbol, taewando, judo, charrería y natación, así como áreas verdes para la convivencia familiar en cada uno de los barrios y colonias ejidales.
| Barrio                      | Institución                                                                                     |
| --------------------------- | ----------------------------------------------------------------------------------------------- |
| Centro                      | Deportivo Zaragoza                                                                              |
| San José                    | Campo deportivo San José                                                                        |
| San Mateo                   | Campo deportivo y Parque Recreativo EL Salado Parque Recreativo El Vije Lienzo Charro Municipal |
| El Refugio                  | Campo deportivo Madero Campo deportivo Puente Verde Parque Recreativo Estado de México          |
| Colonia Adolfo López Mateos | Campo deportivo Adolfo López Mateos                                                             |

Entre los deportes rurales está la forca y la charrería, como una herencia del pasado colonial español de Santiago Tequixquiac, las escaramuzas, forcas, jaripeos, suertes y trabajos de la ganadería son esa resistencia corporal a la vida campesina entre animales y humanos.